# Шохонка (приток Лунки)
Шохонка — река в России, протекает в Даниловском районе Ярославской области; правый приток реки Лунка.
Сельские населённые пункты около реки: Антоново, Распутьево, Шилово, Матвейково; напротив устья железная дорога Данилов — Любим.